# Marikina
Marikina – miasto na Filipinach, w regionie Metro Manila. W 2010 liczyło 424 150 mieszkańców.

## Miasta partnerskie
- Brampton, Kanada
- Singapur, Singapur
- Bacolod, Filipiny
- Quezon City, Filipiny
- Antipolo, Filipiny
- Masbate, Filipiny
- Pasig, Filipiny
- Muntinlupa, Filipiny
- Cebu City, Filipiny
- Puerto Princesa
- General Santos, Filipiny
- Davao, Filipiny